# Zorzines pallens
Zorzines pallens är en fjärilsart som beskrevs av Inoue 1982. Zorzines pallens ingår i släktet Zorzines och familjen nattflyn. Inga underarter finns listade i Catalogue of Life.